# Lavoisiera alba
Lavoisiera alba är en tvåhjärtbladig växtart som beskrevs av Dc.. Lavoisiera alba ingår i släktet Lavoisiera och familjen Melastomataceae. Inga underarter finns listade i Catalogue of Life.